# Campeonato Apertura 2022 (Costa Rica)
El Campeonato Apertura 2022 fue la 119.ª edición del campeonato de liga de la Primera División del fútbol costarricense, que dio inicio la temporada 2022-23.
Para este certamen se redujo la cantidad de fechas a 16 esto debido a la participación de la selección mayor en el Mundial 2022 en Catar, que arrancó el 20 de noviembre.
El dedicado de este torneo será el exfutbolista porteño, Alfredo “El Diablo” Contreras quien militó con el Municipal Puntarenas entre 1982 a 1999, siendo campeón nacional con este equipo en 1987.
Para esta temporada, se dio el ascenso y regreso de Puntarenas a la máxima categoría, luego de ocho años, sustituyendo al club Jicaral Sercoba.

## Sistema de competición
El torneo de la Liga Promerica está conformado en dos partes:
- Fase de clasificación: Se integran por 2 grupos de seis equipos por 16 jornadas del torneo.
- Fase final: Se integra por los partidos de semifinal y final.
- Gran final: Se integra por los partidos de final.

### Fase de clasificación
En la fase de clasificación se observará el sistema de puntos. La ubicación en la tabla general está sujeta a lo siguiente:
- Por juego ganado se obtendrán tres puntos.
- Por juego empatado se obtendrá un punto.
- Por juego perdido no se otorgan puntos.

En esta fase participan los 12 clubes de la Liga Promerica jugando las primeras 10 fechas con equipos colocados en sus respectivos grupos tanto A y B a visita recíproca, de la fecha 11 a la 16  se enfrentarán a los equipos colocados en el otro grupo a un solo partido. 
El orden de los clubes al final de la fase de calificación del torneo corresponderá a la suma de los puntos obtenidos por cada uno de ellos y se presentará en forma descendente. Si al finalizar las 16 jornadas del torneo, dos o más clubes estuviesen empatados en puntos, su posición en la tabla general será determinada atendiendo a los siguientes criterios de desempate:
1. Mayor diferencia positiva general de goles. Este resultado se obtiene mediante la sumatoria de los goles anotados a todos los rivales, en cada campeonato menos los goles recibidos de estos.
2. Mayor cantidad de goles a favor, anotados a todos los rivales dentro de la misma competencia.
3. Mejor puntuación particular que hayan conseguido en las confrontaciones particulares entre ellos mismos.
4. Mayor diferencia positiva particular de goles, la cual se obtiene sumando los goles de los equipos empatados y restándole los goles recibidos.
5. Mayor cantidad de goles a favor que hayan conseguido en las confrontaciones entre ellos mismos.
6. Como última alternativa, la UNAFUT realizaría un sorteo para el desempate.

### Fase final
Los cuatro clubes calificados para esta fase del torneo serán reubicados de acuerdo con el lugar que ocupen en la tabla general al término de la jornada 16, con el puesto del número uno al club mejor clasificado, y así hasta el número cuatro. Los partidos a esta fase se desarrollarán a visita, en las siguientes etapas:
- Semifinales
- Final

Los clubes vencedores en los partidos de semifinal serán aquellos que en los dos juegos anoten el mayor número de goles. De existir empate en el número de goles anotados, la posición se definirá a favor del club con mayor cantidad de goles a favor cuando actúe como visitante. Si persiste la igualdad en los marcadores, se darán treinta minutos de tiempo suplementario en los cuales ya no valdría la regla de gol de visita. Los equipos tendrán derecho a una sustitución adicional y si vuelve a haber empate, los lanzamientos desde el punto de penal definirán al vencedor.
Los partidos de semifinales se jugarán de la siguiente manera:
En la final participarán los dos clubes vencedores de las semifinales, donde el equipo que cierra la serie será aquel que haya conseguido la mejor posición en la tabla. El ganador se asegura un lugar a la gran final en caso de ser un equipo distinto al que finalizó líder de la fase regular.

### Gran final
Disputará el título, mediante una gran final, el club que haya superado las dos series incluyendo al conjunto que fue líder de la fase de grupos. Esta última etapa puede evitarse si el equipo líder de fase de grupos fue el ganador de la final, quedando campeón de forma automática. Para la gran final, la regla de gol de visita ya no tendría efecto.

## Equipos participantes

### Equipos por provincia
Para la temporada 2022-23, la provincia con más equipos en la Primera División es San José con cuatro.
| Saprissa Guanacasteca Sporting Herediano Guadalupe Grecia Alajuelense San Carlos Pérez Zeledón Cartaginés Santos Puntarenas |

| Provincia  | N.º | Equipos                                       |
| ---------- | --- | --------------------------------------------- |
| San José   | 4   | Guadalupe, Pérez Zeledón, Saprissa y Sporting |
| Alajuela   | 3   | Alajuelense, Grecia y San Carlos              |
| Limón      | 1   | Santos                                        |
| Cartago    | 1   | Cartaginés                                    |
| Guanacaste | 1   | Guanacasteca                                  |
| Heredia    | 1   | Herediano                                     |
| Puntarenas | 1   | Puntarenas                                    |

### Ascenso y descenso
| Pos. | Descendido de 1.ª División |
| ---- | -------------------------- |
| 12.º | A. D. R. Jicaral           |

| Pos. | Ascendido de 2.ª División |
| ---- | ------------------------- |
| 1.º  | Puntarenas F. C.          |

### Información de los equipos
| Equipo        | Ciudad                   | Entrenador            | Capitán               | Estadio           | Aforo  | Proveedor            | Patrocinador principal (en la equipación) | Transmisión (televisora principal) |
| ------------- | ------------------------ | --------------------- | --------------------- | ----------------- | ------ | -------------------- | ----------------------------------------- | ---------------------------------- |
| Alajuelense   | Alajuela                 | Fabián Coito          | Bryan Ruiz            | Morera Soto       | 17 700 | Kelme                | Kolbi                                     |                                    |
| Cartaginés    | Cartago                  | Géiner Segura         | Mauricio Montero      | "Fello" Meza      | 8 831  | Net Sportswear       | Banco Nacional                            |                                    |
| Grecia        | Grecia                   | Gabriel Simón         | Jean Carlo Agüero     | Allen Riggioni    | 2 749  | Living Sport         | Super Rosvil                              |                                    |
| Guadalupe     | Guadalupe                | Walter Centeno        | Darío Delgado         | "Coyella" Fonseca | 4 200  | ProSport             | Tigo                                      |                                    |
| Guanacasteca  | Nicoya                   | Horacio Esquivel      | Pedro Leal            | Chorotega         | 4 000  | Vive+Sports          | SuperCompro                               |                                    |
| Herediano     | Heredia                  | Hernán Medford        | Yeltsin Tejeda        | "Coyella" Fonseca | 4 200  | Pirma                | Burger King                               |                                    |
| Pérez Zeledón | San Isidro de El General | Luis Marín            | Luis Carlos Barrantes | Municipal         | 3 259  | Textiles JB          | Transportes Arguedas                      |                                    |
| Puntarenas    | Puntarenas               | Alexander José Vargas | Kevin Sancho          | "Lito" Pérez      | 4 105  | Creaciones Meibejohn | Telecable                                 |                                    |
| San Carlos    | Ciudad Quesada           | Víctor Abelenda (*)   | Marco Mena            | Carlos Ugalde     | 4 080  | Monarca              | Tigo                                      |                                    |
| Santos        | Guápiles                 | Alberto Moraga (*)    | Osvaldo Rodríguez     | Ebal Rodríguez    | 2 250  | Eletto Sport         | Tigo                                      |                                    |
| Saprissa      | San Juan de Tibás        | Jeaustin Campos       | Mariano Torres        | Ricardo Saprissa  | 21 456 | Kappa                | BAC Credomatic                            |                                    |
| Sporting      | Pavas                    | José Giacone          | Randall Azofeifa      | Ernesto Rohrmoser | 3 000  | Monarca              | Tigo                                      |                                    |

#### Relevo de entrenadores
| Equipo         | Entrenador (Jornadas)            | Fecha de vacante | Tipo de despido               | Posición en la tabla | Entrenador entrante   | Fecha de nombramiento |
| -------------- | -------------------------------- | ---------------- | ----------------------------- | -------------------- | --------------------- | --------------------- |
| Pérez Zeledón  | Amarini Villatoro (Pretemporada) | 15 de mayo       | Fin de contrato               | Pretemporada         | Luis Marín            | 27 de mayo            |
| Guanacasteca   | Breansse Camacho                 | 15 de mayo       | Fin de contrato               | Pretemporada         | Juan Vita             | 7 de junio            |
| Puntarenas F.C | Horacio Esquivel (Pretemporada)  | 02 de julio      | Fin de contrato               | Pretemporada         | Alexander José Vargas | 4 de julio            |
| LD Alajuelense | Albert Rudé (Pretemporada)       | 11 de julio      | Fin de contrato               | Pretemporada         | Fabián Coito          | 12 de julio           |
| Grecia         | Javier San Román                 | 17 de agosto     | Asume como Director Deportivo | 9                    | Gabriel Simón         | 17 de agosto          |
| Santos         | Luis Fernando Fallas             | 1 de septiembre  | Fin de contrato               | 11                   | Alberto Moraga (*)    | 1 de setiembre        |
| Guanacasteca   | Juan Vita                        | 22 de septiembre | Fin de contrato               | 12                   | Horacio Esquivel      | 22 de setiembre       |
| San Carlos     | Douglas Sequeira                 | 27 de septiembre | Renuncia                      | 7                    | Víctor Abelenda (*)   | 28 de setiembre       |

(*) Interino

## Estadios
| |                                                                                        |                                                                                      |
| |                                                                                        |                                                                                      |
| Estadio Ricardo Saprissa Ciudad: Tibás, San José Capacidad: 21 456 Club: Saprissa                     | Estadio Morera Soto Ciudad: Alajuela Capacidad: 17 700 Club: Alajuelense               | Estadio "Fello" Meza Ciudad: Cartago Capacidad: 8 831 Club: Cartaginés               |
| |                                                                                        |                                                                                      |
| Estadio "Coyella" Fonseca Ciudad: Goicoechea, San José Capacidad: 4 200 Clubes: Guadalupe y Herediano | Estadio "Lito" Pérez Ciudad: Puntarenas Capacidad: 4 105 Club: Puntarenas              | Estadio Carlos Ugalde Ciudad: San Carlos, Alajuela Capacidad: 4 080 Club: San Carlos |
| |                                                                                        |                                                                                      |
| Estadio Chorotega Ciudad: Nicoya, Guanacaste Capacidad: 4 000 Club: Guanacasteca                      | Estadio Municipal Ciudad: Pérez Zeledón, San José Capacidad: 3 259 Club: Pérez Zeledón | Estadio Ernesto Rohrmoser Ciudad: Pavas, San José Capacidad: 3 000 Club: Sporting    |
| |                                                                                        |                                                                                      |
| Estadio Allen Riggioni Ciudad: Grecia, Alajuela Capacidad: 2 749 Club: Grecia                         | Estadio Ebal Rodríguez Ciudad: Guápiles, Limón Capacidad: 2 250 Clubes: Santos         |                                                                                      |

## Justicia deportiva
Los árbitros de cada partido son designados por una comisión creada para tal objetivo e integrada por representantes de la Federación Costarricense de Fútbol. Para este torneo, los colegiados de la categoría son los siguientes (se muestra entre paréntesis su nombramiento internacional y el año desde que recibieron la distinción). Los árbitros que no pasen las pruebas físicas previo al inicio del torneo serán excluidos del mismo por un periodo determinado hasta que logren la aprobación.
- Adrián Chinchilla Chaves
- Brayan Cruz Miranda
- Cristian Rodríguez Rodríguez
- Hugo Cruz Alvarado
- Keylor Herrera Villalobos (árbitro FIFA) (2019)
- Andrey Vega Chinchilla
- Jesús Montero Fuentes
- Pedro Navarro
- Reinaldo Sequeira Fallas
- Allen Quirós Núñez
- Rigo Prendas González
- Danny Lobo Rodríguez
- David Gómez Araya
- Geiner Zúñiga Molina
- Benjamín Pineda (árbitro FIFA) (2019)
- Carlos Salazar Obando
- Christian Hernández Arias
- Henry Bejarano Matarrita (árbitro FIFA) (2011)
- Jimmy Torres Taylor
- Juan Gabriel Calderón (árbitro FIFA) (2017)
- Ricardo Montero Araya (árbitro FIFA) (2011)
- Steven Madrigal Fallas
- William Matus Vargas

### Uniformes
| Uniforme Arbitral Rosa | Uniforme Arbitral Amarillo | Uniforme Arbitral Naranja | Uniforme Arbitral Gris |

## Fase de clasificación

### Grupo A
| Pos. | Equipo             | Pts. | PJ | G  | E | P  | GF | GC | Dif. |  |
| ---- | ------------------ | ---- | -- | -- | - | -- | -- | -- | ---- |  |
| 1    | C. S. Herediano    | 38   | 16 | 11 | 5 | 0  | 37 | 14 | +23  |  |
| 2    | L. D. Alajuelense  | 31   | 16 | 9  | 4 | 3  | 26 | 18 | +8   |  |
| 3    | Sporting F. C.     | 22   | 16 | 6  | 4 | 6  | 29 | 26 | +3   |  |
| 4    | Guadalupe F. C.    | 16   | 16 | 5  | 1 | 10 | 19 | 29 | −10  |  |
| 5    | Santos de Guápiles | 12   | 16 | 2  | 6 | 8  | 19 | 29 | −10  |  |
| 6    | A. D. Guanacasteca | 9    | 16 | 2  | 3 | 11 | 9  | 28 | −19  |  |

 Fuente: Liga Promerica
|  | Clasifica a semifinales. |
|  | Último lugar.            |

### Grupo B
| Pos. | Equipo             | Pts. | PJ | G  | E | P | GF | GC | Dif. |  |
| ---- | ------------------ | ---- | -- | -- | - | - | -- | -- | ---- |  |
| 1    | Deportivo Saprissa | 36   | 16 | 11 | 3 | 2 | 28 | 10 | +18  |  |
| 2    | Puntarenas F. C.   | 25   | 16 | 6  | 7 | 3 | 22 | 16 | +6   |  |
| 3    | Municipal Grecia   | 21   | 16 | 7  | 0 | 9 | 28 | 35 | −7   |  |
| 4    | A. D. San Carlos   | 20   | 16 | 5  | 5 | 6 | 19 | 23 | −4   |  |
| 5    | Pérez Zeledón      | 19   | 16 | 6  | 1 | 9 | 19 | 25 | −6   |  |
| 6    | C. S. Cartaginés   | 17   | 16 | 4  | 5 | 7 | 25 | 27 | −2   |  |

 Fuente: Liga Promerica
|  | Clasifica a semifinales. |
|  | Último lugar.            |

### Evolución
| Grupo A       |   |   |   |   |   |   |   |   |   |   |   |   |   |   |   |   |
| Herediano     | 2 | 2 | 1 | 1 | 1 | 1 | 1 | 1 | 1 | 1 | 1 | 1 | 1 | 1 | 1 | 1 |
| Alajuelense   | 1 | 1 | 2 | 2 | 2 | 2 | 2 | 2 | 2 | 2 | 2 | 2 | 2 | 2 | 2 | 2 |
| Sporting      | 3 | 3 | 3 | 3 | 3 | 5 | 3 | 3 | 3 | 3 | 3 | 3 | 3 | 3 | 3 | 3 |
| Guadalupe     | 5 | 5 | 5 | 6 | 4 | 3 | 4 | 4 | 4 | 4 | 4 | 5 | 4 | 4 | 4 | 4 |
| Santos        | 4 | 4 | 4 | 5 | 6 | 4 | 5 | 5 | 5 | 6 | 5 | 4 | 5 | 5 | 5 | 5 |
| Guanacasteca  | 6 | 6 | 6 | 4 | 5 | 6 | 6 | 6 | 6 | 5 | 6 | 6 | 6 | 6 | 6 | 6 |
| Grupo B       |   |   |   |   |   |   |   |   |   |   |   |   |   |   |   |   |
| Saprissa      | 5 | 3 | 3 | 4 | 5 | 3 | 2 | 2 | 2 | 1 | 1 | 1 | 1 | 1 | 1 | 1 |
| Puntarenas    | 1 | 1 | 1 | 1 | 1 | 1 | 1 | 1 | 1 | 2 | 2 | 2 | 2 | 2 | 2 | 2 |
| Grecia        | 3 | 4 | 2 | 3 | 4 | 5 | 4 | 4 | 4 | 5 | 6 | 6 | 4 | 3 | 3 | 3 |
| San Carlos    | 6 | 5 | 4 | 2 | 2 | 2 | 3 | 3 | 3 | 3 | 3 | 3 | 3 | 4 | 4 | 4 |
| Pérez Zeledón | 2 | 2 | 5 | 5 | 3 | 4 | 6 | 6 | 6 | 6 | 5 | 5 | 6 | 6 | 6 | 5 |
| Cartaginés    | 4 | 6 | 6 | 6 | 6 | 6 | 5 | 5 | 5 | 4 | 4 | 4 | 5 | 5 | 5 | 6 |

### Tabla general de posiciones
| Pos. | Equipo             | Pts. | PJ | G  | E | P  | GF | GC | Dif. |  |
| ---- | ------------------ | ---- | -- | -- | - | -- | -- | -- | ---- |  |
| 1    | C. S. Herediano    | 38   | 16 | 11 | 5 | 0  | 37 | 14 | +23  |  |
| 2    | Deportivo Saprissa | 36   | 16 | 11 | 3 | 2  | 28 | 10 | +18  |  |
| 3    | L. D. Alajuelense  | 31   | 16 | 9  | 4 | 3  | 26 | 18 | +8   |  |
| 4    | Puntarenas F. C.   | 25   | 16 | 6  | 7 | 3  | 22 | 16 | +6   |  |
| 5    | Sporting F. C.     | 22   | 16 | 6  | 4 | 6  | 29 | 26 | +3   |  |
| 6    | Municipal Grecia   | 21   | 16 | 7  | 0 | 9  | 28 | 35 | −7   |  |
| 7    | A. D. San Carlos   | 20   | 16 | 5  | 5 | 6  | 19 | 23 | −4   |  |
| 8    | Pérez Zeledón      | 19   | 16 | 6  | 1 | 9  | 19 | 25 | −6   |  |
| 9    | C. S. Cartaginés   | 17   | 16 | 4  | 5 | 7  | 25 | 27 | −2   |  |
| 10   | Guadalupe F. C.    | 16   | 16 | 5  | 1 | 10 | 19 | 29 | −10  |  |
| 11   | Santos de Guápiles | 12   | 16 | 2  | 6 | 8  | 19 | 29 | −10  |  |
| 12   | A. D. Guanacasteca | 9    | 16 | 2  | 3 | 11 | 9  | 28 | −19  |  |

 Fuente: Liga Promerica
|  | Clasifica a la Gran Final |
|  | Último lugar.             |

### Evolución
| Jornada       | 1  | 2  | 3  | 4  | 5  | 6  | 7  | 8  | 9  | 10 | 11 | 12 | 13 | 14 | 15 | 16 |
| Equipo        |    |    |    |    |    |    |    |    |    |    |    |    |    |    |    |    |
| ------------- | -- | -- | -- | -- | -- | -- | -- | -- | -- | -- | -- | -- | -- | -- | -- | -- |
| Herediano     | 2  | 3  | 1  | 1  | 2  | 1  | 1  | 1  | 1  | 1  | 1  | 1  | 1  | 1  | 1  | 1  |
| Saprissa      | 10 | 6  | 6  | 6  | 8  | 5  | 4  | 3  | 3  | 2  | 2  | 2  | 2  | 2  | 2  | 2  |
| Alajuelense   | 3  | 2  | 3  | 3  | 3  | 3  | 3  | 4  | 4  | 3  | 3  | 3  | 3  | 3  | 3  | 3  |
| Puntarenas    | 1  | 1  | 2  | 2  | 1  | 2  | 2  | 2  | 2  | 4  | 4  | 4  | 4  | 4  | 4  | 4  |
| Sporting      | 6  | 4  | 5  | 7  | 7  | 10 | 7  | 7  | 5  | 5  | 6  | 6  | 5  | 6  | 5  | 5  |
| Grecia        | 5  | 8  | 4  | 5  | 6  | 9  | 6  | 6  | 7  | 8  | 9  | 9  | 7  | 5  | 6  | 6  |
| San Carlos    | 12 | 7  | 7  | 4  | 4  | 4  | 5  | 5  | 6  | 6  | 5  | 5  | 6  | 7  | 7  | 7  |
| Pérez Zeledón | 4  | 5  | 8  | 9  | 5  | 7  | 11 | 11 | 10 | 10 | 8  | 8  | 9  | 9  | 9  | 8  |
| Cartaginés    | 7  | 11 | 11 | 11 | 12 | 11 | 9  | 9  | 9  | 7  | 7  | 7  | 8  | 8  | 8  | 9  |
| Guadalupe     | 8  | 10 | 10 | 12 | 9  | 6  | 8  | 8  | 8  | 9  | 10 | 11 | 10 | 10 | 10 | 10 |
| Santos        | 9  | 9  | 9  | 10 | 11 | 8  | 10 | 10 | 11 | 12 | 11 | 10 | 11 | 11 | 11 | 11 |
| Guanacasteca  | 11 | 12 | 12 | 8  | 10 | 12 | 12 | 12 | 12 | 11 | 12 | 12 | 12 | 12 | 12 | 12 |

### Resumen de resultados
| Local / Visita     | ADG   | SCA   | CSC   | CSH   | SAP   | GFC   | LDA   | GRE   | MPZ   | PFC   | SAN   | SPO   |
| ------------------ | ----- | ----- | ----- | ----- | ----- | ----- | ----- | ----- | ----- | ----- | ----- | ----- |
| A. D. Guanacasteca |       |       | 1 - 1 | 0 - 2 |       | 1 - 2 | 1 - 2 |       | 0 - 2 | 1 - 1 | 1 - 0 | 0 - 0 |
| A. D. San Carlos   | 1 - 0 |       | 1 - 1 |       | 2 - 1 |       | 0 - 0 | 1 - 2 | 2 - 1 | 2 - 2 | 1 - 1 |       |
| C. S. Cartaginés   |       | 3 - 2 |       |       | 1 - 2 | 3 - 0 | 1 - 2 | 1 - 2 | 2 - 1 | 1 - 3 | 1 - 1 |       |
| C. S. Herediano    | 3 - 0 | 2 - 2 | 3 - 1 |       |       | 1 - 0 | 3 - 0 |       |       | 1 - 1 | 1 - 1 | 4 - 2 |
| Deportivo Saprissa | 1 - 0 | 3 - 0 | 1 - 1 | 1 - 1 |       |       |       | 4 - 0 | 4 - 0 | 1 - 1 |       | 2 - 1 |
| Guadalupe F. C.    | 1 - 0 | 2 - 1 |       | 0 - 5 | 1 - 2 |       | 1 - 3 | 0 - 1 |       |       | 3 - 0 | 1 - 2 |
| L. D. Alajuelense  | 4 - 1 |       |       | 2 - 2 | 0 - 1 | 1 - 0 |       | 4 - 3 | 1 - 0 |       | 2 - 0 | 2 - 1 |
| Municipal Grecia   | 4 - 1 | 0 - 1 | 3 - 5 | 1 - 2 | 0 - 3 |       |       |       | 2 - 3 | 1 - 0 |       | 2 - 0 |
| Pérez Zeledón      |       | 0 - 2 | 2 - 1 | 1 - 3 | 2 - 0 | 2 - 1 |       | 2 - 3 |       | 1 - 2 |       | 1 - 0 |
| Puntarenas F. C.   |       | 3 - 0 | 1 - 1 |       | 0 - 1 | 0 - 2 | 0 - 0 | 3 - 0 | 1 - 0 |       | 2 - 1 |       |
| Santos de Guápiles | 0 - 1 |       |       | 1 - 2 | 0 - 1 | 3 - 3 | 2 - 1 | 5 - 3 | 1 - 1 |       |       | 0 - 3 |
| Sporting F. C.     | 4 - 1 | 2 - 1 | 2 - 1 | 1 - 2 |       | 4 - 2 | 2 - 2 |       |       | 2 - 2 | 3 - 3 |       |

|  | Victoria del equipo local     |
|  | Empate                        |
|  | Victoria del equipo visitante |

## Resultados
- Los horarios corresponden al tiempo de Costa Rica (UTC-6).

| Jornada 1          | Jornada 1 | Jornada 1          | Jornada 1         | Jornada 1   | Jornada 1 | Jornada 1    | Jornada 1 | Jornada 1   |
| ------------------ | --------- | ------------------ | ----------------- | ----------- | --------- | ------------ | --------- | ----------- |
| Grupo A            |           |                    |                   |             |           |              |           |             |
| Local              | Resultado | Visitante          | Estadio           | Fecha       | Hora      | Espectadores | Árbitro   | Transmisión |
| A. D. Guanacasteca | 0 - 2     | C. S. Herediano    | Chorotega         | 19 de Julio | 15:00     | 2600         | Árbitro   |             |
| L. D. Alajuelense  | 2 - 0     | Santos de Guápiles | Ricardo Saprissa  | 20 de Julio | 14:30     | 1400         | Árbitro   |             |
| Guadalupe F. C.    | 1 - 2     | Sporting F. C.     | "Coyella" Fonseca | 20 de Julio | 18:00     | 700          | Árbitro   |             |
| Grupo B            |           |                    |                   |             |           |              |           |             |
| Pérez Zeledón      | 2 - 0     | Deportivo Saprissa | Municipal         | 20 de Julio | 17:00     | 2400         | Árbitro   |             |
| C. S. Cartaginés   | 1 - 2     | Municipal Grecia   | "Fello" Meza      | 20 de Julio | 20:00     | 4500         | Árbitro   |             |
| Puntarenas F. C.   | 3 - 0     | A. D. San Carlos   | "Lito" Pérez      | 20 de Julio | 20:00     | 3000         | Árbitro   |             |
| Total de goles: 15 |           |                    |                   |             |           |              |           |             |

| Grupo A            |           |                    |                   |             |       |              |         |             |
| Local              | Resultado | Visitante          | Estadio           | Fecha       | Hora  | Espectadores | Árbitro | Transmisión |
| L. D. Alajuelense  | 4 - 1     | A. D. Guanacasteca | Ricardo Saprissa  | 23 de julio | 17:00 | 2500         | Árbitro |             |
| Sporting F. C.     | 3 - 3     | Santos de Guápiles | Ernesto Rohrmoser | 23 de julio | 18:00 | 800          | Árbitro |             |
| C. S. Herediano    | 1 - 0     | Guadalupe F. C.    | "Coyella" Fonseca | 23 de julio | 20:00 | 4500         | Árbitro |             |
| Grupo B            |           |                    |                   |             |       |              |         |             |
| C. S. Cartaginés   | 1 - 3     | Puntarenas F. C.   | "Fello" Meza      | 24 de julio | 11:00 | 6000         | Árbitro |             |
| Municipal Grecia   | 0 - 3     | Deportivo Saprissa | Allen Riggioni    | 24 de julio | 14:00 | 4000         | Árbitro |             |
| A. D. San Carlos   | 2 - 1     | Pérez Zeledón      | Carlos Ugalde     | 24 de julio | 18:00 | 2000         | Árbitro |             |
| Total de goles: 22 |           |                    |                   |             |       |              |         |             |

| Grupo A            |           |                                                    |                   |             |       |              |         |             |
| Local              | Resultado | Visitante                                          | Estadio           | Fecha       | Hora  | Espectadores | Árbitro | Transmisión |
| Santos de Guápiles | 3 - 3     | Guadalupe F. C.                                    | Ebal Rodríguez    | 30 de julio | 17:00 | 800          | Árbitro |             |
| C. S. Herediano    | 3 - 0     | L. D. Alajuelense                                  | "Coyella" Fonseca | 30 de julio | 20:00 | 4500         | Árbitro |             |
| A. D. Guanacasteca | 0 - 0     | Sporting F. C.                                     | Chorotega         | 31 de julio | 15:00 | 3000         | Árbitro |             |
| Grupo B            |           |                                                    |                   |             |       |              |         |             |
| Pérez Zeledón      | 2 - 3     | Municipal Grecia                                   | Municipal         | 30 de julio | 17:00 | 1400         | Árbitro |             |
| A. D. San Carlos   | 1 - 1     | C. S. Cartaginés                                   | Carlos Ugalde     | 30 de julio | 19:30 | 2600         | Árbitro |             |
| Deportivo Saprissa | 1 - 1     | Archivo:ESCUDO PUNTARENAS F.C.png Puntarenas F. C. | Ricardo Saprissa  | 31 de julio | 17:00 | 9000         | Árbitro |             |
| Total de goles: 18 |           |                                                    |                   |             |       |              |         |             |

| Grupo A                                            |           |                    |                   |             |       |              |         |             |
| Local                                              | Resultado | Visitante          | Estadio           | Fecha       | Hora  | Espectadores | Árbitro | Transmisión |
| Sporting F. C.                                     | 1 - 2     | C. S. Herediano    | Ernesto Rohrmoser | 6 de agosto | 17:30 | 2000         | Árbitro |             |
| Guadalupe F. C.                                    | 1 - 3     | L. D. Alajuelense  | "Coyella" Fonseca | 6 de agosto | 20:00 | 3500         | Árbitro |             |
| Santos de Guápiles                                 | 0 - 1     | A. D. Guanacasteca | Ebal Rodríguez    | 7 de agosto | 18:00 | 2100         | Árbitro |             |
| Grupo B                                            |           |                    |                   |             |       |              |         |             |
| Archivo:ESCUDO PUNTARENAS F.C.png Puntarenas F. C. | 1 - 0     | Pérez Zeledón      | "Lito" Pérez      | 6 de agosto | 15:30 | 3200         | Árbitro |             |
| Deportivo Saprissa                                 | 1 - 1     | C. S. Cartaginés   | Ricardo Saprissa  | 6 de agosto | 20:00 | 8000         | Árbitro |             |
| Municipal Grecia                                   | 0 - 1     | A. D. San Carlos   | Allen Riggioni    | 7 de agosto | 11:00 |              | Árbitro |             |
| Total de goles:12                                  |           |                    |                   |             |       |              |         |             |

| Grupo A                                            |           |                    |                   |              |       |              |         |             |
| Local                                              | Resultado | Visitante          | Estadio           | Fecha        | Hora  | Espectadores | Árbitro | Transmisión |
| Sporting F. C.                                     | 2 - 2     | L. D. Alajuelense  | Ernesto Rohrmoser | 9 de agosto  | 20:00 | 2200         | Árbitro |             |
| C. S. Herediano                                    | 1 - 1     | Santos de Guápiles | "Coyella" Fonseca | 9 de agosto  | 20:00 | 4000         | Árbitro |             |
| A. D. Guanacasteca                                 | 1 - 2     | Guadalupe F. C.    | Chorotega         | 11 de agosto | 15:00 | 2200         | Árbitro |             |
| Grupo B                                            |           |                    |                   |              |       |              |         |             |
| A. D. San Carlos                                   | 2 - 1     | Deportivo Saprissa | Carlos Ugalde     | 10 de agosto | 18:00 | 3200         | Árbitro |             |
| Pérez Zeledón                                      | 2 - 1     | C. S. Cartaginés   | Municipal         | 11 de agosto | 19:00 | 2100         | Árbitro |             |
| Archivo:ESCUDO PUNTARENAS F.C.png Puntarenas F. C. | 3 - 1     | Municipal Grecia   | "Lito" Pérez      | 11 de agosto | 19:00 | 3200         | Árbitro |             |
| Total de goles:19                                  |           |                    |                   |              |       |              |         |             |

| Grupo A            |           |                    |                   |              |       |              |         |             |
| Local              | Resultado | Visitante          | Estadio           | Fecha        | Hora  | Espectadores | Árbitro | Transmisión |
| C. S. Herediano    | 4 - 2     | Sporting F. C.     | "Coyella" Fonseca | 12 de agosto | 20:00 | 2000         | Árbitro |             |
| Santos de Guápiles | 2 - 1     | L. D. Alajuelense  | Ebal Rodríguez    | 13 de agosto | 18:00 | 2400         | Árbitro |             |
| Guadalupe F. C.    | 1 - 0     | A. D. Guanacasteca | "Coyella" Fonseca | 14 de agosto | 18:00 | 1400         | Árbitro |             |
| Grupo B            |           |                    |                   |              |       |              |         |             |
| Municipal Grecia   | 3 - 5     | C. S. Cartaginés   | Allen Riggioni    | 14 de agosto | 11:00 | 2500         | Árbitro |             |
| Deportivo Saprissa | 3 - 0     | A. D. San Carlos   | Ricardo Saprissa  | 14 de agosto | 17:00 | 5000         | Árbitro |             |
| Pérez Zeledón      | 1 - 2     | Puntarenas F. C.   | Municipal         | 15 de agosto | 19:00 | 2200         | Árbitro |             |
| Total de goles: 24 |           |                    |                   |              |       |              |         |             |

| Grupo A            |           |                   |                   |              |       |              |         |             |
| Local              | Resultado | Visitante         | Estadio           | Fecha        | Hora  | Espectadores | Árbitro | Transmisión |
| Santos de Guápiles | 1 - 2     | C. S. Herediano   | Ebal Rodríguez    | 20 de agosto | 18:00 | 3000         | Árbitro |             |
| A. D. Guanacasteca | 1 - 2     | L. D. Alajuelense | Chorotega         | 21 de agosto | 15:00 | 2800         | Árbitro |             |
| Sporting F. C.     | 4 - 2     | Guadalupe F. C.   | Ernesto Rohrmoser | 21 de agosto | 18:15 | 1400         | Árbitro |             |
| Grupo B            |           |                   |                   |              |       |              |         |             |
| Deportivo Saprissa | 4 - 0     | Pérez Zeledón     | Ricardo Saprissa  | 20 de agosto | 20:00 | 5000         | Árbitro |             |
| A. D. San Carlos   | 1 - 2     | Municipal Grecia  | Carlos Ugalde     | 20 de agosto | 20:15 | 2100         | Árbitro |             |
| Puntarenas F. C.   | 1 - 1     | C. S. Cartaginés  | "Lito" Pérez      | 21 de agosto | 16:15 | 4000         | Árbitro |             |
| Total de goles: 21 |           |                   |                   |              |       |              |         |             |

| Grupo A            |           |                    |                   |              |       |              |         |             |
| Local              | Resultado | Visitante          | Estadio           | Fecha        | Hora  | Espectadores | Árbitro | Transmisión |
| Sporting F. C.     | 4 - 1     | A. D. Guanacasteca | Ernesto Rohrmoser | 27 de agosto | 17:00 | 2000         | Árbitro |             |
| Guadalupe F. C.    | 3 - 0     | Santos de Guápiles | "Coyella" Fonseca | 27 de agosto | 19:30 | 800          | Árbitro |             |
| L. D. Alajuelense  | 2 - 2     | C. S. Herediano    | "Fello" Meza      | 28 de agosto | 18:00 | 4000         | Árbitro |             |
| Grupo B            |           |                    |                   |              |       |              |         |             |
| Municipal Grecia   | 1 - 0     | Puntarenas F. C.   | Allen Riggioni    | 27 de agosto | 11:00 | 2500         | Árbitro |             |
| Pérez Zeledón      | 0 - 2     | A. D. San Carlos   | Municipal         | 27 de agosto | 19:00 | 1600         | Árbitro |             |
| C. S. Cartaginés   | 1 - 2     | Deportivo Saprissa | "Fello" Meza      | 28 de agosto | 11:00 | 5000         | Árbitro |             |
| Total de goles: 19 |           |                    |                   |              |       |              |         |             |

| Grupo A            |           |                    |                   |                |       |              |         |             |
| Local              | Resultado | Visitante          | Estadio           | Fecha          | Hora  | Espectadores | Árbitro | Transmisión |
| C. S. Herediano    | 3 - 0     | A. D. Guanacasteca | "Coyella" Fonseca | 31 de agosto   | 15:00 | 2000         | Árbitro |             |
| L. D. Alajuelense  | 1 - 0     | Guadalupe F. C.    | Morera Soto       | 31 de agosto   | 18:00 | 4000         | Árbitro |             |
| Santos de Guápiles | 0 - 3     | Sporting F. C.     | Ebal Rodríguez    | 31 de agosto   | 18:00 | 1200         | Árbitro |             |
| Grupo B            |           |                    |                   |                |       |              |         |             |
| A. D. San Carlos   | 2 - 2     | Puntarenas F. C.   | Carlos Ugalde     | 31 de agosto   | 20:15 | 4000         | Árbitro |             |
| Deportivo Saprissa | 4 - 0     | Municipal Grecia   | Ricardo Saprissa  | 31 de agosto   | 20:30 | 7000         | Árbitro |             |
| C. S. Cartaginés   | 2 - 1     | Pérez Zeledón      | "Fello" Meza      | 1 de setiembre | 20:00 | 3000         | Árbitro |             |
| Total de goles:18  |           |                    |                   |                |       |              |         |             |

| Grupo A            |           |                    |                   |                |       |              |         |             |
| Local              | Resultado | Visitante          | Estadio           | Fecha          | Hora  | Espectadores | Árbitro | Transmisión |
| Guadalupe F. C.    | 0 - 5     | C. S. Herediano    | "Coyella" Fonseca | 3 de setiembre | 17:00 | 2500         | Árbitro |             |
| L. D. Alajuelense  | 2 - 1     | Sporting F. C.     | Morera Soto       | 3 de setiembre | 18:00 | 4000         | Árbitro |             |
| A. D. Guanacasteca | 1 - 0     | Santos de Guápiles | Edgardo Baltodano | 3 de setiembre | 20:30 | 1400         | Árbitro |             |
| Grupo B            |           |                    |                   |                |       |              |         |             |
| C. S. Cartaginés   | 3 - 2     | A. D. San Carlos   | "Fello" Meza      | 4 de setiembre | 11:00 | 5000         | Árbitro |             |
| Puntarenas F. C.   | 0 - 1     | Deportivo Saprissa | Ricardo Saprissa  | 4 de setiembre | 15:00 | 6000         | Árbitro |             |
| Municipal Grecia   | 2 - 3     | Pérez Zeledón      | Municipal         | 5 de setiembre | 11:00 | 1200         | Árbitro |             |
| Total de goles: 20 |           |                    |                   |                |       |              |         |             |

| Sporting F. C.     | 2 - 2 | Puntarenas F. C.   | Ernesto Rohrmoser | 9 de setiembre  | 20:00 | 2700 | Árbitro |  |
| L. D. Alajuelense  | 0 - 1 | Deportivo Saprissa | Morera Soto       | 10 de setiembre | 18:00 | 7000 | Árbitro |  |
| A. D. San Carlos   | 1 - 0 | A. D. Guanacasteca | Carlos Ugalde     | 10 de setiembre | 18:00 | 3000 | Árbitro |  |
| Pérez Zeledón      | 2 - 1 | Guadalupe F. C.    | Municipal         | 11 de setiembre | 15:00 | 2000 | Árbitro |  |
| C. S. Herediano    | 3 - 1 | C. S. Cartaginés   | "Coyella" Fonseca | 11 de setiembre | 17:30 | 4000 | Árbitro |  |
| Santos de Guápiles | 5 - 3 | Municipal Grecia   | Ebal Rodríguez    | 11 de setiembre | 19:30 | 1200 | Árbitro |  |
| Total de goles: 21 |       |                    |                   |                 |       |      |         |  |

| Municipal Grecia   | 2 - 0 | Sporting F. C.     | Allen Riggioni   | 17 de setiembre | 11:00 | 2000 | Árbitro |  |
| A. D. Guanacasteca | 0 - 2 | Pérez Zeledón      | Chorotega        | 17 de setiembre | 15:00 | 3000 | Árbitro |  |
| Puntarenas F. C.   | 0 - 0 | L. D. Alajuelense  | "Lito" Pérez     | 17 de setiembre | 15:00 | 3700 | Árbitro |  |
| C. S. Cartaginés   | 3 - 0 | Guadalupe F. C.    | "Fello" Meza     | 17 de setiembre | 18:15 | 3000 | Árbitro |  |
| A. D. San Carlos   | 1 - 1 | Santos de Guápiles | Carlos Ugalde    | 17 de setiembre | 19:00 | 3000 | Árbitro |  |
| Deportivo Saprissa | 1 - 1 | C. S. Herediano    | Ricardo Saprissa | 18 de setiembre | 17:00 | 6000 | Árbitro |  |
| Total de goles: 11 |       |                    |                  |                 |       |      |         |  |

| C. S. Herediano    | 1 - 1 | Puntarenas F. C.   | "Coyella" Fonseca | 20 de setiembre | 20:00 | 4000 | Árbitro |  |
| Sporting F. C.     | 2 - 1 | C. S. Cartaginés   | Ernesto Rohrmoser | 20 de setiembre | 20:00 | 2500 | Árbitro |  |
| Municipal Grecia   | 4 - 1 | A. D. Guanacasteca | Allen Riggioni    | 21 de setiembre | 11:00 | 1800 | Árbitro |  |
| Guadalupe F. C.    | 2 - 1 | A. D. San Carlos   | "Coyella" Fonseca | 21 de setiembre | 17:00 | 600  | Árbitro |  |
| L. D. Alajuelense  | 1 - 0 | Pérez Zeledón      | Nacional          | 21 de setiembre | 19:00 | 4000 | Árbitro |  |
| Santos de Guápiles | 0 - 1 | Deportivo Saprissa | Ebal Rodríguez    | 21 de setiembre | 20:00 | 3000 | Árbitro |  |
| Total de goles: 15 |       |                    |                   |                 |       |      |         |  |

| Guadalupe F. C.    | 0 - 1 | Municipal Grecia   | "Coyella" Fonseca | 24 de setiembre | 17:00 | 1000 | Árbitro |  |
| A. D. San Carlos   | 0 - 0 | L. D. Alajuelense  | Carlos Ugalde     | 24 de setiembre | 20:00 | 3000 | Árbitro |  |
| Pérez Zeledón      | 1 - 3 | C. S. Herediano    | Municipal         | 24 de setiembre | 20:00 | 2000 | Árbitro |  |
| C. S. Cartaginés   | 1 - 1 | Santos de Guápiles | "Fello" Meza      | 25 de setiembre | 11:00 | 4000 | Árbitro |  |
| A. D. Guanacasteca | 1 - 1 | Puntarenas F. C.   | Chorotega         | 25 de setiembre | 15:00 | 2500 | Árbitro |  |
| Deportivo Saprissa | 2 - 1 | Sporting F. C.     | Ricardo Saprissa  | 25 de setiembre | 17:15 | 6000 | Árbitro |  |
| Total de goles: 12 |       |                    |                   |                 |       |      |         |  |

| Municipal Grecia   | 1 - 2 | C. S. Herediano    | Allen Riggioni    | 27 de setiembre | 14:00 | 2000 | Árbitro |  |
| C. S. Cartaginés   | 1 - 2 | L. D. Alajuelense  | "Fello" Meza      | 28 de setiembre | 18:00 | 3000 | Árbitro |  |
| Puntarenas F. C.   | 0 - 2 | Guadalupe F. C.    | "Lito" Pérez      | 28 de setiembre | 19:00 | 3000 | Árbitro |  |
| Deportivo Saprissa | 1 - 0 | A. D. Guanacasteca | Ricardo Saprissa  | 28 de setiembre | 20:00 | 5000 | Árbitro |  |
| Santos de Guápiles | 1 - 1 | Pérez Zeledón      | Ebal Rodríguez    | 29 de setiembre | 17:00 | 1200 | Árbitro |  |
| Sporting F. C.     | 2 - 1 | A. D. San Carlos   | Ernesto Rohrmoser | 29 de setiembre | 19:15 | 2000 | Árbitro |  |
| Total de goles: 14 |       |                    |                   |                 |       |      |         |  |

| C. S. Herediano    | 2 - 2 | A. D. San Carlos   | "Coyella" Fonseca | 1 de octubre | 20:00 | 2000 | Árbitro |  |
| L. D. Alajuelense  | 4 - 3 | Municipal Grecia   | Morera Soto       | 1 de octubre | 20:00 | 2200 | Árbitro |  |
| Puntarenas F. C.   | 2 - 1 | Santos de Guápiles | "Lito" Pérez      | 1 de octubre | 20:00 | 3700 | Árbitro |  |
| A. D. Guanacasteca | 1 - 1 | C. S. Cartaginés   | Chorotega         | 2 de octubre | 15:00 | 2500 | Árbitro |  |
| Guadalupe F. C.    | 1 - 2 | Deportivo Saprissa | "Coyella" Fonseca | 2 de octubre | 18:00 | 2400 | Árbitro |  |
| Pérez Zeledón      | 1 - 0 | Sporting F. C.     | Municipal         | 2 de octubre | 18:00 | 2000 | Árbitro |  |
| Total de goles: 20 |       |                    |                   |              |       |      |         |  |

## Fase final

### Cuadro de desarrollo
|  | Semifinales                                        | Semifinales                                        | Semifinales                                        | Semifinales                                        | Semifinales                                        |   |    | Final                                      | Final                                      | Final                                      | Final                                      | Final                                      |  |    | Gran final                                  | Gran final                                  | Gran final                                  | Gran final                                  | Gran final                                  |  |
|  | 8 y 9 de octubre (ida) 14 y 15 de octubre (vuelta) | 8 y 9 de octubre (ida) 14 y 15 de octubre (vuelta) | 8 y 9 de octubre (ida) 14 y 15 de octubre (vuelta) | 8 y 9 de octubre (ida) 14 y 15 de octubre (vuelta) | 8 y 9 de octubre (ida) 14 y 15 de octubre (vuelta) |   |    | 19 de octubre (ida) 22 de octubre (vuelta) | 19 de octubre (ida) 22 de octubre (vuelta) | 19 de octubre (ida) 22 de octubre (vuelta) | 19 de octubre (ida) 22 de octubre (vuelta) | 19 de octubre (ida) 22 de octubre (vuelta) |  |    | 30 de octubre (ida) 5 de noviembre (vuelta) | 30 de octubre (ida) 5 de noviembre (vuelta) | 30 de octubre (ida) 5 de noviembre (vuelta) | 30 de octubre (ida) 5 de noviembre (vuelta) | 30 de octubre (ida) 5 de noviembre (vuelta) |  |
|  |                                                    |                                                    |                                                    |                                                    |                                                    |   |    |                                            |                                            |                                            |                                            |                                            |  |    |                                             |                                             |                                             |                                             |                                             |  |
|  |                                                    |                                                    |                                                    |                                                    |                                                    |   |    |                                            |                                            |                                            |                                            |                                            |  |    |                                             |                                             |                                             |                                             |                                             |  |
|  | 1A                                                 | C. S. Herediano                                    | 0                                                  | 3                                                  | 3                                                  |   |    |                                            |                                            |                                            |                                            |                                            |  |    |                                             |                                             |                                             |                                             |                                             |  |
|  | 1A                                                 | C. S. Herediano                                    | 0                                                  | 3                                                  | 3                                                  |   |    |                                            |                                            |                                            |                                            |                                            |  |    |                                             |                                             |                                             |                                             |                                             |  |
|  | 2B                                                 | Puntarenas FC.                                     | 0                                                  | 1                                                  | 1                                                  |   |    |                                            |                                            |                                            |                                            |                                            |  |    |                                             |                                             |                                             |                                             |                                             |  |
|  | 2B                                                 | Puntarenas FC.                                     | 0                                                  | 1                                                  | 1                                                  |   | F2 | Deportivo Saprissa                         | 1                                          | 1                                          | 2                                          |                                            |  |    |                                             |                                             |                                             |                                             |                                             |  |
|  |                                                    |                                                    |                                                    |                                                    |                                                    |   | F2 | Deportivo Saprissa                         | 1                                          | 1                                          | 2                                          |                                            |  |    |                                             |                                             |                                             |                                             |                                             |  |
|  |                                                    |                                                    | F1                                                 | C. S. Herediano                                    | 1                                                  | 0 | 1  |                                            |                                            |                                            |                                            |                                            |  |    |                                             |                                             |                                             |                                             |                                             |  |
|  | 1B                                                 | Deportivo Saprissa                                 | F1                                                 | C. S. Herediano                                    | 1                                                  | 0 | 1  | 0                                          | 2                                          | 2                                          |                                            |                                            |  |    |                                             |                                             |                                             |                                             |                                             |  |
|  | 1B                                                 | Deportivo Saprissa                                 |                                                    |                                                    |                                                    |   |    |                                            |                                            | 2                                          |                                            |                                            |  |    |                                             |                                             |                                             |                                             |                                             |  |
|  | 2A                                                 | L. D. Alajuelense                                  | 0                                                  | 0                                                  | 0                                                  |   |    |                                            |                                            |                                            |                                            |                                            |  |    |                                             |                                             |                                             |                                             |                                             |  |
|  | 2A                                                 | L. D. Alajuelense                                  | 0                                                  | 0                                                  | 0                                                  |   |    |                                            |                                            |                                            |                                            |                                            |  | F2 | C. S. Herediano                             | 0                                           | 1                                           | 1                                           |                                             |  |
|  |                                                    |                                                    |                                                    |                                                    |                                                    |   |    |                                            |                                            |                                            |                                            |                                            |  | F2 | C. S. Herediano                             | 0                                           | 1                                           | 1                                           |                                             |  |
|  |                                                    |                                                    | F1                                                 | Deportivo Saprissa                                 | 2                                                  | 0 | 2  |                                            |                                            |                                            |                                            |                                            |  |    |                                             |                                             |                                             |                                             |                                             |  |
|  |                                                    |                                                    | F1                                                 | Deportivo Saprissa                                 | 2                                                  | 0 | 2  |                                            |                                            |                                            |                                            |                                            |  |    |                                             |                                             |                                             |                                             |                                             |  |
|  |                                                    |                                                    |                                                    |                                                    |                                                    |   |    |                                            |                                            |                                            |                                            |                                            |  |    |                                             |                                             |                                             |                                             |                                             |  |
|  |                                                    |                                                    |                                                    |                                                    |                                                    |   |    |                                            |                                            |                                            |                                            |                                            |  |    |                                             |                                             |                                             |                                             |                                             |  |
|  |                                                    |                                                    |                                                    |                                                    |                                                    |   |    |                                            |                                            |                                            |                                            |                                            |  |    |                                             |                                             |                                             |                                             |                                             |  |
|  |                                                    |                                                    |                                                    |                                                    |                                                    |   |    |                                            |                                            |                                            |                                            |                                            |  |    |                                             |                                             |                                             |                                             |                                             |  |
|  |                                                    |                                                    |                                                    |                                                    |                                                    |   |    |                                            |                                            |                                            |                                            |                                            |  |    |                                             |                                             |                                             |                                             |                                             |  |
|  |                                                    |                                                    |                                                    |                                                    |                                                    |   |    |                                            |                                            |                                            |                                            |                                            |  |    |                                             |                                             |                                             |                                             |                                             |  |
|  |                                                    |                                                    |                                                    |                                                    |                                                    |   |    |                                            |                                            |                                            |                                            |                                            |  |    |                                             |                                             |                                             |                                             |                                             |  |
|  |                                                    |                                                    |                                                    |                                                    |                                                    |   |    |                                            |                                            |                                            |                                            |                                            |  |    |                                             |                                             |                                             |                                             |                                             |  |
|  |                                                    |                                                    |                                                    |                                                    |                                                    |   |    |                                            |                                            |                                            |                                            |                                            |  |    |                                             |                                             |                                             |                                             |                                             |  |
|  |                                                    |                                                    |                                                    |                                                    |                                                    |   |    |                                            |                                            |                                            |                                            |                                            |  |    |                                             |                                             |                                             |                                             |                                             |  |

### Semifinales
- El gol de visitante cuenta en caso de igualdad en el marcador global

#### C.S. Herediano - Puntarenas F.C.
| 9 de octubre, 15:00 | Puntarenas FC. | 0:0 | C. S. Herediano | "Lito" Pérez, Puntarenas                                 |  |
|                     |                |     |                 | Asistencia: 3700 espectadores Árbitro(s): Keylor Herrera |  |

| 15 de octubre, 20:00 | C. S. Herediano                                                  | 3:1 (2:1) (Global 3:1) | Puntarenas FC.              | "Coyella" Fonseca, Guadalupe San José               |                                                     |
|                      | John Jairo Ruíz 2' · Aarón Salazar 25' · Anthony Contreras 90+5' |                        | Asdrúbal Gibbons 14' (pen.) | Asistencia: 7000 espectadores Árbitro(s): Hugo Cruz | Asistencia: 7000 espectadores Árbitro(s): Hugo Cruz |

#### Saprissa - Alajuelense
| 8 de octubre, 19:00 | L. D. Alajuelense | 0:0 | Deportivo Saprissa | Morera Soto, Alajuela                                   |  |
|                     |                   |     |                    | Asistencia: 8000 espectadores Árbitro(s): Pedro Navarro |  |

| 14 de octubre, 20:00 | Deportivo Saprissa                           | 2:0 (1:0) (Global 2:0) | L. D. Alajuelense | Ricardo Saprissa, Tibás, San José                        |                                                          |
|                      | Pablo Arboine 31' · Luis Paradela 55' (pen.) |                        |                   | Asistencia: 18.000 espectadores Árbitro(s): Josué Ugalde | Asistencia: 18.000 espectadores Árbitro(s): Josué Ugalde |

### Final II Fase

#### Saprissa - CS Herediano
| 19 de octubre, 20:30 | Deportivo Saprissa    | 1:1 (0:1) | C. S. Herediano     | Ricardo Saprissa, Tibás, San José                      |                                                        |
|                      | Ariel Rodríguez 90+2' |           | John Jairo Ruíz 20' | Asistencia: 18000 espectadores Árbitro(s): David Gómez | Asistencia: 18000 espectadores Árbitro(s): David Gómez |

| 22 de octubre, 20:30 | C. S. Herediano | 0:1 (0:1) (Global 1:2) | Deportivo Saprissa   | ”Coyella” Fonseca, Guadalupe, San José                          |                                                                 |
|                      |                 |                        | Orlando Sinclair 16' | Asistencia: 5000 espectadores Árbitro(s): Juan Gabriel Calderón | Asistencia: 5000 espectadores Árbitro(s): Juan Gabriel Calderón |

### Gran Final

#### Saprissa - CS Herediano
| 30 de octubre, 17:00 | Deportivo Saprissa                        | 2:0 (0:0) | C. S. Herediano | Ricardo Saprissa, Tibás, San José                           |                                                             |
|                      | Orlando Sinclair 55' · Kendall Waston 87' |           |                 | Asistencia: 19.000 espectadores Árbitro(s): Ricardo Montero | Asistencia: 19.000 espectadores Árbitro(s): Ricardo Montero |

| 5 de noviembre, 18:00 | C. S. Herediano     | 1:0 (1:0) (Global 1:2) | Deportivo Saprissa | ”Coyella” Fonseca, Guadalupe, San José                   |                                                          |
|                       | Jefferson Brenes 9' |                        |                    | Asistencia: 4000 espectadores Árbitro(s): Keylor Herrera | Asistencia: 4000 espectadores Árbitro(s): Keylor Herrera |

#### Final - ida
| 1     | POR   | Kevin Chamorro   |     |
| 12    | DEF   | Ricardo Blanco   |     |
| 21    | DEF   | Fidel Escobar    |     |
| 4     | DEF   | Kendall Waston   |     |
| 3     | DEF   | Pablo Arboine    |     |
| 22    | MED   | Youstin Salas    | 89' |
| 20    | MED   | Mariano Torres   | 89' |
| 8     | MED   | David Guzmán     |     |
| 32    | DEL   | Álvaro Zamora    | 79' |
| 23    | DEL   | Luis Paradela    | 86' |
| 24    | DEL   | Orlando Sinclair | 86' |
| D. T. | D. T. | Jeaustin Campos  |     |

| 1     | POR   | Esteban Alvarado    |     |
| 24    | DEF   | Juan Miguel Basulto |     |
| 5     | DEF   | Ariel Soto          |     |
| 90    | DEF   | Waylon Francis      |     |
| 37    | DEF   | Keysher Fuller      | 86' |
| 8     | MED   | Douglas López       | 64' |
| 28    | MED   | Gerson Torres       | 75' |
| 10    | MED   | Yeltsin Tejeda      |     |
| 15    | MED   | Kenneth Vargas      | 64' |
| 9     | DEL   | Anthony Contreras   |     |
| 14    | DEL   | Arturo Campos       | 45' |
| D. T. | D. T. | Hernán Medford      |     |

| 9  | DEL | Javon East      | 79' |
| 14 | DEL | Ariel Rodríguez | 86' |
| 33 | DEL | Fabricio Alemán | 86' |
| 30 | DEF | Gerald Taylor   | 89' |
| 16 | DEF | Ryan Bolaños    | 89' |

| 12 | MED | Jefferson Brenes   | 45' |
| 58 | DEL | Luis Miguel Franco | 64' |
| 22 | DEL | Kennedy Rocha      | 64' |
| 23 | DEL | Enyel Escoe        | 75' |
| 2  | DEF | Aarón Salazar      | 86' |

| 55' · 87' · | Sinclair Waston | 1:0 2:0 |

| 58' · 77' · | Fidel Escobar Ricardo Blanco |

| 20' · 42' · 45' · 45+4' · 59' · 73' · 77' · | Aarón Salazar Waylon Francis Arturo Campos Ariel Soto Douglas López Anthony Contreras Kennedy Rocha |

| Principal  | Ricardo Montero  |
| Asistentes | Juan Carlos Mora |
|            | Ricardo Martínez |
| Cuarto     | Steven Madrigal  |

| 1     | POR   | Kevin Chamorro   |     |
| 12    | DEF   | Ricardo Blanco   |     |
| 21    | DEF   | Fidel Escobar    |     |
| 4     | DEF   | Kendall Waston   |     |
| 3     | DEF   | Pablo Arboine    |     |
| 22    | MED   | Youstin Salas    | 89' |
| 20    | MED   | Mariano Torres   | 89' |
| 8     | MED   | David Guzmán     |     |
| 32    | DEL   | Álvaro Zamora    | 79' |
| 23    | DEL   | Luis Paradela    | 86' |
| 24    | DEL   | Orlando Sinclair | 86' |
| D. T. | D. T. | Jeaustin Campos  |     |

| 1     | POR   | Esteban Alvarado    |     |
| 24    | DEF   | Juan Miguel Basulto |     |
| 5     | DEF   | Ariel Soto          |     |
| 90    | DEF   | Waylon Francis      |     |
| 37    | DEF   | Keysher Fuller      | 86' |
| 8     | MED   | Douglas López       | 64' |
| 28    | MED   | Gerson Torres       | 75' |
| 10    | MED   | Yeltsin Tejeda      |     |
| 15    | MED   | Kenneth Vargas      | 64' |
| 9     | DEL   | Anthony Contreras   |     |
| 14    | DEL   | Arturo Campos       | 45' |
| D. T. | D. T. | Hernán Medford      |     |

| 9  | DEL | Javon East      | 79' |
| 14 | DEL | Ariel Rodríguez | 86' |
| 33 | DEL | Fabricio Alemán | 86' |
| 30 | DEF | Gerald Taylor   | 89' |
| 16 | DEF | Ryan Bolaños    | 89' |

| 12 | MED | Jefferson Brenes   | 45' |
| 58 | DEL | Luis Miguel Franco | 64' |
| 22 | DEL | Kennedy Rocha      | 64' |
| 23 | DEL | Enyel Escoe        | 75' |
| 2  | DEF | Aarón Salazar      | 86' |

| 55' · 87' · | Sinclair Waston | 1:0 2:0 |

| 58' · 77' · | Fidel Escobar Ricardo Blanco |

| 20' · 42' · 45' · 45+4' · 59' · 73' · 77' · | Aarón Salazar Waylon Francis Arturo Campos Ariel Soto Douglas López Anthony Contreras Kennedy Rocha |

| Principal  | Ricardo Montero  |
| Asistentes | Juan Carlos Mora |
|            | Ricardo Martínez |
| Cuarto     | Steven Madrigal  |

| 1     | POR   | Kevin Chamorro   |     |
| 12    | DEF   | Ricardo Blanco   |     |
| 21    | DEF   | Fidel Escobar    |     |
| 4     | DEF   | Kendall Waston   |     |
| 3     | DEF   | Pablo Arboine    |     |
| 22    | MED   | Youstin Salas    | 89' |
| 20    | MED   | Mariano Torres   | 89' |
| 8     | MED   | David Guzmán     |     |
| 32    | DEL   | Álvaro Zamora    | 79' |
| 23    | DEL   | Luis Paradela    | 86' |
| 24    | DEL   | Orlando Sinclair | 86' |
| D. T. | D. T. | Jeaustin Campos  |     |

| 1     | POR   | Esteban Alvarado    |     |
| 24    | DEF   | Juan Miguel Basulto |     |
| 5     | DEF   | Ariel Soto          |     |
| 90    | DEF   | Waylon Francis      |     |
| 37    | DEF   | Keysher Fuller      | 86' |
| 8     | MED   | Douglas López       | 64' |
| 28    | MED   | Gerson Torres       | 75' |
| 10    | MED   | Yeltsin Tejeda      |     |
| 15    | MED   | Kenneth Vargas      | 64' |
| 9     | DEL   | Anthony Contreras   |     |
| 14    | DEL   | Arturo Campos       | 45' |
| D. T. | D. T. | Hernán Medford      |     |

| 9  | DEL | Javon East      | 79' |
| 14 | DEL | Ariel Rodríguez | 86' |
| 33 | DEL | Fabricio Alemán | 86' |
| 30 | DEF | Gerald Taylor   | 89' |
| 16 | DEF | Ryan Bolaños    | 89' |

| 12 | MED | Jefferson Brenes   | 45' |
| 58 | DEL | Luis Miguel Franco | 64' |
| 22 | DEL | Kennedy Rocha      | 64' |
| 23 | DEL | Enyel Escoe        | 75' |
| 2  | DEF | Aarón Salazar      | 86' |

| 55' · 87' · | Sinclair Waston | 1:0 2:0 |

| 58' · 77' · | Fidel Escobar Ricardo Blanco |

| 20' · 42' · 45' · 45+4' · 59' · 73' · 77' · | Aarón Salazar Waylon Francis Arturo Campos Ariel Soto Douglas López Anthony Contreras Kennedy Rocha |

| Principal  | Ricardo Montero  |
| Asistentes | Juan Carlos Mora |
|            | Ricardo Martínez |
| Cuarto     | Steven Madrigal  |

| 1     | POR   | Kevin Chamorro   |     |
| 12    | DEF   | Ricardo Blanco   |     |
| 21    | DEF   | Fidel Escobar    |     |
| 4     | DEF   | Kendall Waston   |     |
| 3     | DEF   | Pablo Arboine    |     |
| 22    | MED   | Youstin Salas    | 89' |
| 20    | MED   | Mariano Torres   | 89' |
| 8     | MED   | David Guzmán     |     |
| 32    | DEL   | Álvaro Zamora    | 79' |
| 23    | DEL   | Luis Paradela    | 86' |
| 24    | DEL   | Orlando Sinclair | 86' |
| D. T. | D. T. | Jeaustin Campos  |     |

| 1     | POR   | Esteban Alvarado    |     |
| 24    | DEF   | Juan Miguel Basulto |     |
| 5     | DEF   | Ariel Soto          |     |
| 90    | DEF   | Waylon Francis      |     |
| 37    | DEF   | Keysher Fuller      | 86' |
| 8     | MED   | Douglas López       | 64' |
| 28    | MED   | Gerson Torres       | 75' |
| 10    | MED   | Yeltsin Tejeda      |     |
| 15    | MED   | Kenneth Vargas      | 64' |
| 9     | DEL   | Anthony Contreras   |     |
| 14    | DEL   | Arturo Campos       | 45' |
| D. T. | D. T. | Hernán Medford      |     |

| 9  | DEL | Javon East      | 79' |
| 14 | DEL | Ariel Rodríguez | 86' |
| 33 | DEL | Fabricio Alemán | 86' |
| 30 | DEF | Gerald Taylor   | 89' |
| 16 | DEF | Ryan Bolaños    | 89' |

| 12 | MED | Jefferson Brenes   | 45' |
| 58 | DEL | Luis Miguel Franco | 64' |
| 22 | DEL | Kennedy Rocha      | 64' |
| 23 | DEL | Enyel Escoe        | 75' |
| 2  | DEF | Aarón Salazar      | 86' |

| 55' · 87' · | Sinclair Waston | 1:0 2:0 |

| 58' · 77' · | Fidel Escobar Ricardo Blanco |

| 20' · 42' · 45' · 45+4' · 59' · 73' · 77' · | Aarón Salazar Waylon Francis Arturo Campos Ariel Soto Douglas López Anthony Contreras Kennedy Rocha |

| Principal  | Ricardo Montero  |
| Asistentes | Juan Carlos Mora |
|            | Ricardo Martínez |
| Cuarto     | Steven Madrigal  |

#### Final - vuelta
| 1     | POR   | Esteban Alvarado    |     |
| 5     | DEF   | Ariel Soto          | 79' |
| 24    | DEF   | Juan Miguel Basulto |     |
| 2     | DEF   | Aarón Salazar       |     |
| 12    | DEF   | Jefferson Brenes    | 59' |
| 10    | MED   | Yeltsin Tejeda      |     |
| 37    | MED   | Keysher Fuller      |     |
| 28    | MED   | Gerson Torres       | 79' |
| 22    | DEL   | Kennedy Rocha       | 70' |
| 9     | DEL   | Anthony Contreras   |     |
| 94    | DEL   | John Jairo Ruiz     | 70' |
| D. T. | D. T. | Hernán Medford      |     |

| 1     | POR   | Kevin Chamorro   |     |
| 12    | DEF   | Ricardo Blanco   |     |
| 21    | DEF   | Fidel Escobar    |     |
| 4     | DEF   | Kendall Waston   |     |
| 3     | DEF   | Pablo Arboine    |     |
| 22    | MED   | Youstin Salas    | 79' |
| 8     | MED   | David Guzmán     |     |
| 20    | MED   | Mariano Torres   |     |
| 23    | DEL   | Luis Paradela    |     |
| 32    | DEL   | Álvaro Zamora    | 40' |
| 24    | DEL   | Orlando Sinclair | 10' |
| D. T. | D. T. | Jeaustin Campos  |     |

| 58 | DEL | Luis Miguel Franco | 59' |
| 14 | DEL | Arturo Campos      | 70' |
| 11 | DEL | Kenneth Vargas     | 70' |
| 7  | DEL | Yendrick Ruiz      | 79' |
| 90 | DEF | Waylon Francis     | 79' |

| 14 | DEL | Ariel Rodríguez | 10' |
| 30 | DEF | Gerald Taylor   | 40' |
| 21 | DEF | Ryan Bolaños    | 79' |
| 28 | MED | Jaylon Hadden   | 79' |

| 9' | Brenes | 1:0 |

| 24' · 68' | Esteban Alvarado Juan Miguel Basulto |

| 20' · 24' · 34' | Ricardo Blanco Kendall Waston Pablo Arboine |

| 37' | Kendall Waston |

| Principal  | Keylor Herrera |
| Asistentes | Andrés Arrieta |
|            | Leslie Macré   |
| Cuarto     | Hugo Cruz      |

| 1     | POR   | Esteban Alvarado    |     |
| 5     | DEF   | Ariel Soto          | 79' |
| 24    | DEF   | Juan Miguel Basulto |     |
| 2     | DEF   | Aarón Salazar       |     |
| 12    | DEF   | Jefferson Brenes    | 59' |
| 10    | MED   | Yeltsin Tejeda      |     |
| 37    | MED   | Keysher Fuller      |     |
| 28    | MED   | Gerson Torres       | 79' |
| 22    | DEL   | Kennedy Rocha       | 70' |
| 9     | DEL   | Anthony Contreras   |     |
| 94    | DEL   | John Jairo Ruiz     | 70' |
| D. T. | D. T. | Hernán Medford      |     |

| 1     | POR   | Kevin Chamorro   |     |
| 12    | DEF   | Ricardo Blanco   |     |
| 21    | DEF   | Fidel Escobar    |     |
| 4     | DEF   | Kendall Waston   |     |
| 3     | DEF   | Pablo Arboine    |     |
| 22    | MED   | Youstin Salas    | 79' |
| 8     | MED   | David Guzmán     |     |
| 20    | MED   | Mariano Torres   |     |
| 23    | DEL   | Luis Paradela    |     |
| 32    | DEL   | Álvaro Zamora    | 40' |
| 24    | DEL   | Orlando Sinclair | 10' |
| D. T. | D. T. | Jeaustin Campos  |     |

| 58 | DEL | Luis Miguel Franco | 59' |
| 14 | DEL | Arturo Campos      | 70' |
| 11 | DEL | Kenneth Vargas     | 70' |
| 7  | DEL | Yendrick Ruiz      | 79' |
| 90 | DEF | Waylon Francis     | 79' |

| 14 | DEL | Ariel Rodríguez | 10' |
| 30 | DEF | Gerald Taylor   | 40' |
| 21 | DEF | Ryan Bolaños    | 79' |
| 28 | MED | Jaylon Hadden   | 79' |

| 9' | Brenes | 1:0 |

| 24' · 68' | Esteban Alvarado Juan Miguel Basulto |

| 20' · 24' · 34' | Ricardo Blanco Kendall Waston Pablo Arboine |

| 37' | Kendall Waston |

| Principal  | Keylor Herrera |
| Asistentes | Andrés Arrieta |
|            | Leslie Macré   |
| Cuarto     | Hugo Cruz      |

| 1     | POR   | Esteban Alvarado    |     |
| 5     | DEF   | Ariel Soto          | 79' |
| 24    | DEF   | Juan Miguel Basulto |     |
| 2     | DEF   | Aarón Salazar       |     |
| 12    | DEF   | Jefferson Brenes    | 59' |
| 10    | MED   | Yeltsin Tejeda      |     |
| 37    | MED   | Keysher Fuller      |     |
| 28    | MED   | Gerson Torres       | 79' |
| 22    | DEL   | Kennedy Rocha       | 70' |
| 9     | DEL   | Anthony Contreras   |     |
| 94    | DEL   | John Jairo Ruiz     | 70' |
| D. T. | D. T. | Hernán Medford      |     |

| 1     | POR   | Kevin Chamorro   |     |
| 12    | DEF   | Ricardo Blanco   |     |
| 21    | DEF   | Fidel Escobar    |     |
| 4     | DEF   | Kendall Waston   |     |
| 3     | DEF   | Pablo Arboine    |     |
| 22    | MED   | Youstin Salas    | 79' |
| 8     | MED   | David Guzmán     |     |
| 20    | MED   | Mariano Torres   |     |
| 23    | DEL   | Luis Paradela    |     |
| 32    | DEL   | Álvaro Zamora    | 40' |
| 24    | DEL   | Orlando Sinclair | 10' |
| D. T. | D. T. | Jeaustin Campos  |     |

| 58 | DEL | Luis Miguel Franco | 59' |
| 14 | DEL | Arturo Campos      | 70' |
| 11 | DEL | Kenneth Vargas     | 70' |
| 7  | DEL | Yendrick Ruiz      | 79' |
| 90 | DEF | Waylon Francis     | 79' |

| 14 | DEL | Ariel Rodríguez | 10' |
| 30 | DEF | Gerald Taylor   | 40' |
| 21 | DEF | Ryan Bolaños    | 79' |
| 28 | MED | Jaylon Hadden   | 79' |

| 9' | Brenes | 1:0 |

| 24' · 68' | Esteban Alvarado Juan Miguel Basulto |

| 20' · 24' · 34' | Ricardo Blanco Kendall Waston Pablo Arboine |

| 37' | Kendall Waston |

| Principal  | Keylor Herrera |
| Asistentes | Andrés Arrieta |
|            | Leslie Macré   |
| Cuarto     | Hugo Cruz      |

| 1     | POR   | Esteban Alvarado    |     |
| 5     | DEF   | Ariel Soto          | 79' |
| 24    | DEF   | Juan Miguel Basulto |     |
| 2     | DEF   | Aarón Salazar       |     |
| 12    | DEF   | Jefferson Brenes    | 59' |
| 10    | MED   | Yeltsin Tejeda      |     |
| 37    | MED   | Keysher Fuller      |     |
| 28    | MED   | Gerson Torres       | 79' |
| 22    | DEL   | Kennedy Rocha       | 70' |
| 9     | DEL   | Anthony Contreras   |     |
| 94    | DEL   | John Jairo Ruiz     | 70' |
| D. T. | D. T. | Hernán Medford      |     |

| 1     | POR   | Kevin Chamorro   |     |
| 12    | DEF   | Ricardo Blanco   |     |
| 21    | DEF   | Fidel Escobar    |     |
| 4     | DEF   | Kendall Waston   |     |
| 3     | DEF   | Pablo Arboine    |     |
| 22    | MED   | Youstin Salas    | 79' |
| 8     | MED   | David Guzmán     |     |
| 20    | MED   | Mariano Torres   |     |
| 23    | DEL   | Luis Paradela    |     |
| 32    | DEL   | Álvaro Zamora    | 40' |
| 24    | DEL   | Orlando Sinclair | 10' |
| D. T. | D. T. | Jeaustin Campos  |     |

| 58 | DEL | Luis Miguel Franco | 59' |
| 14 | DEL | Arturo Campos      | 70' |
| 11 | DEL | Kenneth Vargas     | 70' |
| 7  | DEL | Yendrick Ruiz      | 79' |
| 90 | DEF | Waylon Francis     | 79' |

| 14 | DEL | Ariel Rodríguez | 10' |
| 30 | DEF | Gerald Taylor   | 40' |
| 21 | DEF | Ryan Bolaños    | 79' |
| 28 | MED | Jaylon Hadden   | 79' |

| 9' | Brenes | 1:0 |

| 24' · 68' | Esteban Alvarado Juan Miguel Basulto |

| 20' · 24' · 34' | Ricardo Blanco Kendall Waston Pablo Arboine |

| 37' | Kendall Waston |

| Principal  | Keylor Herrera |
| Asistentes | Andrés Arrieta |
|            | Leslie Macré   |
| Cuarto     | Hugo Cruz      |

|                  |
| Campeón Saprissa |
| 37.to título     |

## Estadísticas

### Máximos goleadores
Lista con los máximos goleadores de la competencia.
Datos actualizados a 15 de mayo de 2022 y según página oficial.
| Núm. | Pos.           | Jugador            | Equipo             | Goles |
| ---- | -------------- | ------------------ | ------------------ | ----- |
| 1.º  | Centrocampista | Fernando Lesme     | Municipal Grecia   | 8     |
| 2.º  | Defensa        | Asdrúbal Gibbons   | Puntarenas F. C.   | 7     |
| 2.º  | Delantero      | Jossimar Pemberton | Guadalupe F. C.    | 7     |
| 2.º  | Delantero      | Marco Mena         | A. D. San Carlos   | 7     |
| 2.º  | Delantero      | Starling Matarrita | Santos de Guápiles | 7     |
| 5.º  | Delantero      | Anthony Contreras  | C. S. Herediano    | 6     |
| 5.º  | Delantero      | Arturo Campos      | C. S. Herediano    | 6     |
| 5.º  | Delantero      | Freddy Góndola     | L. D. Alajuelense  | 6     |
| 5.º  | Delantero      | Johan Venegas      | L. D. Alajuelense  | 6     |
| 5.º  | Delantero      | Julen Cordero      | Guadalupe F. C.    | 6     |

### Tripletes o más
| Fecha           | Jugador            | Goles       | Local              |  | Resultado |  | Visitante          | Jornada |
| --------------- | ------------------ | ----------- | ------------------ |  | --------- |  | ------------------ | ------- |
| 23 de julio     | Frank Zamora       | 3' 21' 79'  | Sporting F. C.     |  | 3 – 3     |  | Santos de Guápiles | 2       |
| 27 de agosto    | Jossimar Pemberton | 40' 77' 83' | Guadalupe F. C.    |  | 3 – 0     |  | Santos de Guápiles | 8       |
| 11 de setiembre | Starling Matarrita | 31' 58' 66' | Santos de Guápiles |  | 5 – 3     |  | Municipal Grecia   | 11      |

### Autogoles
| Fecha           | Jugador         | Minuto | Local              |  | Resultado |  | Visitante         | Jornada |
| --------------- | --------------- | ------ | ------------------ |  | --------- |  | ----------------- | ------- |
| 19 de julio     | Mauricio Vargas | 39'    | A. D. Guanacasteca |  | 0 – 2     |  | C. S. Herediano   | 1       |
| 28 de setiembre | Kevin Espinoza  | 54'    | C. S. Cartaginés   |  | 1 – 2     |  | L. D. Alajuelense | 15      |